# Kunstzinnige therapie
Kunstzinnige therapie is een therapievorm die tot doel heeft door diverse kunstvormen (tekenen, schilderen, boetseren, muziek) een veranderingsproces bij een patiënt in gang te zetten.
Kunstzinnige therapie is onderdeel van de (pseudowetenschappelijke) antroposofische geneeskunde. Aan de Hogeschool Leiden bestaat een opleiding voor kunstzinnig therapeut.